# Marco Varner
Marco Varner (* 2. September 1954 in Trient) ist ein italienischer Komponist und Musikpädagoge.
Varner studierte Chorsatz und Chorleitung in seiner Heimatstadt und wurde dann Kompositionsschüler von Francesco Valdambrini. Mit diesem gründete er das Laboratorio Nuova Musica in  Pergine Valsugana und die internationalen Sommerkurse Estate Nuova Musica in Alta Montagna, bei denen er als Assistent von Valdambrini Orchesterleitung, Musikanalyse und Komposition unterrichtete. Seit 1985 leitet er zudem die Civica Scuola Musicale di Pergine Valsugana, wo er Harmonielehre und Musikgeschichte unterrichtet und als Chor- und Orchesterleitung wirkt.

## Werke
- Astolfo sulla Luna für Sopran und Klavier, Text von Ludovico Ariosto
- Trio für Flöte, Klarinette und Klavier
- Canto per 13 strumenti
- Voli - Percorsi per Pianoforte solo
- Trittico di A. GASPERI, D.OBEREGGER e M. VARNER für Sopran,  Alt, Bariton, Flöte, Klarinette und Vibraphon
- Astolfo sulla luna für Sopran, Klarinette und Vibraphon
- Canto per un poeta, Stück für zehn Instrumente
- Aldébaran für Klarinette solo
- Fantasia Tricordale für Kammerorchester
- Renoir für Klavier und Violine
- Movimento per otto strumenti

## Quelle
- Edizioni Arca Musica - Kurzbiographie

| Personendaten    | Personendaten                             |
| ---------------- | ----------------------------------------- |
| NAME             | Varner, Marco                             |
| KURZBESCHREIBUNG | italienischer Komponist und Musikpädagoge |
| GEBURTSDATUM     | 2. September 1954                         |
| GEBURTSORT       | Trient                                    |